# Хотелашвили, Мирра Константиновна
Мирра Константиновна Хотелашвили-Инал-ипа (5 декабря 1928, Тифлис — 2 мая 2024, Сухум) — советский, абхазский археолог, автор более 50 научных работ по археологии, искусству, культуре и этнографии Абхазии, почётный доктор Академии наук Абхазии (2016), заслуженный работник культуры Абхазии (2011), кавалер ордена «Ахьдз-Апша» III степени (2006). Супруга историка Шалвы Инал-Ипа.

## Биография
В 1951 окончила Субтропический факультет Грузинского сельскохозяйственного института. По распределению работала в Гулрыпшском Управлении сельским хозяйством, а в конце 1951 и до конца 1952 года — младшим научным сотрудником в Сухумской Зональной станции Всесоюзного НИИ синтетических и натуральных душистых веществ.
Была участницей археологических экспедиций: под руководством Л. Н. Соловьёва на стоянке в Холодном гроте (Хупынипшахуа), в раскопках Сухумской крепости под руководством М. М. Гунба, в раскопках Эшерских кромлехов под руководством Г. К. Шамба. Сезон в 1959—1960 годы работала в отряде Сухумской археологической экспедиции НИИ истории и этнографии им. акад. И. А. Джавахишвили АН ГССР, под руководством академика А. М. Апакидзе.
С 1960—1968 годы работала научным сотрудником отдела фондов Абхазского государственного музея. Внесла огромный вклад в создание археологических фондов, а весь этнографический материал в собрании музея, благодаря её работе, был классифицирован, что дало возможность в 1968 году открыть этнографический отдел со своим фондом.
С 1968 по 1971 год — научный сотрудник в отделе археологии Академии абхазского языка и литературы.
В 1971 году была переведена в Абхазский государственный музей главным хранителем, а с 1972 года работала там старшим научным сотрудником отдела фондов.
В 1974 году получила второе образование — окончила исторический факультет Сухумский государственный педагогический институт имени А. М. Горького.
С 1977 года руководила экспозиционным отделом археологии, включающим в себя 5 залов.
Во время грузино-абхазской войны 1992—1993 годов вместе с супругом и двумя детьми осталась в Сухуме. Вместе с директором музея А. М. Тария и другими сотрудниками приложила максимум усилий для спасения музея от разграбления.
С 2015 года — главный консультант отдела древней истории и средних веков Абхазского государственного музея.
21 сентября 2016 года избрана Почётным доктором Академии Наук Абхазии.
Автор более 50 научных работ по археологии, истории, искусствоведению, нумизматике и этнографии Абхазии. В 2010 году написала «Книгу для чтения по истории Абхазии» на абхазском языке, представляющую собой краткое описание природы и истории Абхазии с древнейших времен до 1810 года. Книга стала важным подспорьем для учителей истории абхазских школ: издание адаптировано для детей, содержит различные письменные источники и специальную литературу по этнографии и археологии. В 2020 году книга была дополнена (дописаны главы до 1864 года) и переиздана.
Скончалась 2 мая 2024 года в Сухуми.

## Семья
- Муж — Шалва Денисович Инал-Ипа (1916—1995), советский абхазский историк, этнограф и литературовед.
  - Сын — Адгур Инал-ипа (1952—1993), учёный в области моделирования дистанционного зондирования поверхности Фобоса, техники физического эксперимента, автоматизации физических исследований, один из основоположников компьютерного программирования в Абхазии. Погиб во время войны в Абхазии[10].
  - Дочь — Арда Инал-Ипа, абхазский психолог, политолог. Автор нескольких десятков статей по демократическому строительству в Республике Абхазия, по грузино-абхазскому конфликту и по психологии[11].

## Избранные труды
- Византийский храм в селе Дранда (Абхазия) // Византийский временник. Т. 45. М., 1986 (соавт.);
- Подражания динариям Марка Аврелия из Абхазии // Абхазоведение. Вып. 1. Сухум, 2000;
- Страницы военной истории абхазов. Материалы к институту военного отходничества у древних абхазов) // Абхазоведение. Вып. 3. Сухум, 2003.
- Очерк о мукомольном производстве в Абхазии с древнейших времен // Труды Абгосмузея. Вып. 6. Сухум, 2008;
- Книга для чтения по истории Абхазии. Сухум, 2010 (абх. яз.).